# Atteridgeville
Atteridgeville este un oraș din provincia Gauteng, Africa de Sud.